# Łomnica (powiat nowotomyski)
Łomnica – wieś w Polsce położona w województwie wielkopolskim, w powiecie nowotomyskim, w gminie Zbąszyń. Łomnica leży wśród obszernych lasów.

## Historia
Miejscowość pierwotnie związana była z Wielkopolską. Początkowo wieś wchodziła w skład dóbr zbąszyńskich. Ma metrykę średniowieczną i istnieje co najmniej od pierwszej połowy XV wieku. Wymieniona została w łacińskim dokumencie z 1428 jako "Lomnicza", 1437 "Lompnicza". Po rozbiorach Polski nazwa została zgermanizowana na "Lomnitz".
Miejscowość była wsią szlachecką należącą do lokalnej szlachty wielkopolskiej z rodu Głowaczów, którzy od nazwy Zbąszyń przyjęli odmiejscowe nazwisko Zbąskich. Później należała także do Opalińskich. W 1437 wieś leżała w powiecie kościańskim Korony Królestwa Polskiego. W 1510 należała do parafii Zbąszyń.
Pierwszy zapis o wsi pochodzi ze spisanego po łacinie dokumentu sądu ziemskiego z 1428, w którym Abraham Głowacz ze Zbąszynia zapowiedział drogi, łąki, pastwiska, lasy, bory, zarośla oraz wszelkie pożytki dziedzin Zbąszyń wraz z przynależnościami, a w tym m.in. z Łomnicą. W 1429 reprezentował on niewymienioną z imienia staruszkę z Łomnicy w czasie procesu z Maciejem Trzcielskim o bydło oraz o inne mienie. W 1437 Abraham dał Mikołajowi Zimnowodzkiemu z Zimnowody 300 grzywien szer. groszy oraz 3 łany roli w Łomnicy, rezerwując sobie prawo połowu ryb w rzece oraz jeziorze, puszczę z prawem polowania oraz prawo poboru miodu z barci znajdujących się w puszczy, a w zamian otrzymał od niego wieś Jeziorki.
W 1459 odnotowany został Stanisław dziedzic Zbąszynia podczas zawarcia ugody z Mikołajem plebanem z Chociszewa. Według niej pleban miał pobierać w Łomnicy tytułem wiardunków dziesiętnych po 4 grosze rocznie z łanów osiadłych, a także z każdego łanu, który w przyszłości zostanie osadzony.
W latach 1482-1491 dziedzicami Zbąszynia i Łomnicy byli bracia niedzielni Piotr, Marcin oraz kustosz gnieźnieński Abraham. W 1482 Piotr i Marcin zapisali z zastrzeżeniem prawa wykupu Janowi Latalskiemu plebanowi w Sławnie oraz altaryście w kościele parafialnym w Pobiedziskach 17 złotych węgierskich czynszu rocznego na Dąbrówce Wielkopolskiej i Łomnicy za 200 złotych węgierskich. W 1489 Piotr przy podziale majątku z Abrahamem oraz Marcinem otrzymał m.in. Łomnicę.
W 1510 Łomnica należała do pana Zbąskiego. W 1528 Łukasz Zbąski zapisał w podziale dóbr miasto Zbąszyń wraz z okolicznymi wsiami, w tym m.in. Łomnicę, swoim braciom kanonikowi poznańskiemu Janowi oraz Stanisławowi i Piotrowi Zbąskim. W 1531 bracia Piotr i Jan dziedzice Zbąszynia dokonali kolejnego podziału dóbr, w wyniku którego Piotr otrzymał m.in. Łomnicę. W 1571 właścicielem Zbąszynia wraz z przyległościami był Abraham Zbąski. W tym roku przeprowadzono rozgraniczenie pomiędzy miastem Zbąszyń oraz wsiami, w tym m.in. z Łomnicą., a miastem Trzciel wraz z okolicznymi wsiami. Opisano wówczas granicę pomiędzy oboma miastami. Biegła ona m.in. od Lutolka Mokrego, wzdłuż strużki i lasu Prądówka przez Łąkę Hamerską i las Malinia do lasu zwanego Łęczeń gdzie obecnie znajduje się wieś Łęczno, a od niego aż do jeziorka Białe, które należało do Łomnicy skąd granica biegła do drogi od młyna Bobrówka do Łomnicy. W 1594 nastąpiło rozgraniczenie Zbąszynia z okolicznymi wsiami. Ustawiono wówczas kopiec narożny dziedzin Łomnica, Chrośnica i Boruja.
Miejscowość odnotowano również w historycznych rejestrach poborowych dzięki czemu zachował się XVI wieczny obraz wsi. W 1510 we wsi było 13 łanów kmiecych, 3 łany sołtysie z czego dwaj sołtysi łomniccy uprawiali po 1,5 łana. W 1530 pobrano podatki od 6 łanów, oraz trzy grosze od karczmy. W 1563 miał miejsce pobór od 15,5 łana, 3 łanów sołtysich, karczmy dorocznej. W 1581 pobrano podatki od 11,5 łana, 5 zagrodników oraz od owczarza wypasającego 15 owiec. W 1581 pobór podatkowy od wsi zapłacił dziedzic łomnicki, krajczy koronny Piotr Opaliński herbu Łodzia.
W historycznych dokumentach źródłowych odnotowano także zwykłych mieszkańców wsi. W 1581 przy okazji procesu sądowego wspomniani zostali pracownik Jan Pendey, Katarzyna wdowa po Szymonie Domagale, Jan Wocio, Stanisław Księgów oraz karczmarz Marcin. Poddani ci pozywali do sądu szlachcica Stanisława Zlińskiego z Chrośnicy o zabranie im przemocą siana, każdy z nich złożył pozew na kwotę 30 grzywien.
Do czasu rozbiorów miejscowość leżała w Rzeczypospolitej Obojga Narodów. Wskutek II rozbioru Polski w 1793, miejscowość przeszła pod władanie Prus i jak cała Wielkopolska znalazła się w zaborze pruskim.
Niegdyś wioska słynęła z wytapiania szkła, czego pozostałością jest położona 2 km na wschód osada Huta Szklana. Edward Garczyński w latach 1768-1770 urządził północną część wsi, z kościołem św. Wawrzyńca, dzwonnicą i aleją obsadzoną lipami prowadzącą do dworu konstrukcji szachulcowej. W sąsiedztwie zabytkowego dworu wybudowano dwie oficyny i urządzono park francuski o powierzchni 1,81 ha.
W skład majątku Łomnica wchodziła fabryka szkła (na terenie dzisiejszego przysiółka Szklana Huta) i folwarki, m.in. Chrośnica. Właścicielką była Karolina Opitz W 1873 r. w rodzinie zarządcy huty szkła urodził się Hans Stosch, późniejszy założyciel Cyrku Sarrasani.
Nocą z 10 na 11 stycznia powstańcy wielkopolscy z Łomnicy wyprowadzili atak na Strzyżewo, jednak silny opór Niemców zmusił ich do wycofania się. Trzech poległych zostało pochowanych na miejscowym cmentarzu i upamiętnionych pomnikiem z 1934.
W latach 1975–1998 miejscowość należała administracyjnie do województwa zielonogórskiego.

## Zabytki
W ogólnokrajowym rejestrze zabytków zarejestrowano dzwonnicę przy kościele św. Wawrzyńca oraz zespół dworski. W kościele zachowało się bogate oryginalne wyposażenie. Na kompleks dworski składają się: dwór i dwie oficyny z muru pruskiego oraz park. Zabudowania pomocnicze zostały odtworzone w Wielkopolskim Parku Etnograficznym w Dziekanowicach. Na skraju parku znajduje się mauzoleum rodziny Opitzów. W 1898 odsłonięto z fundacji Opitzów obelisk ku czci Edwarda Garczyńskiego. Dwór, niekonserwowany, zawalił się częściowo w 2004 roku.

## Gospodarka
W miejscowości mieścił się oddział PGR Chobienice z zabytkową gorzelnią z 1878 roku.

## Demografia
Pod koniec XIX wieku Łomnica leżała w powiecie międzyrzeckim i liczyła 58 domostw z 397 mieszkańcami, w większości wyznania katolickiego (359).
Liczba mieszkańców miejscowości w poszczególnych latach:
| Rok  | Ilość mieszkańców |
| ---- | ----------------- |
| 1998 | 680               |
| 2002 | 717               |
| 2009 | 708               |
| 2011 | 709               |
| 2021 | 680               |

## Galeria

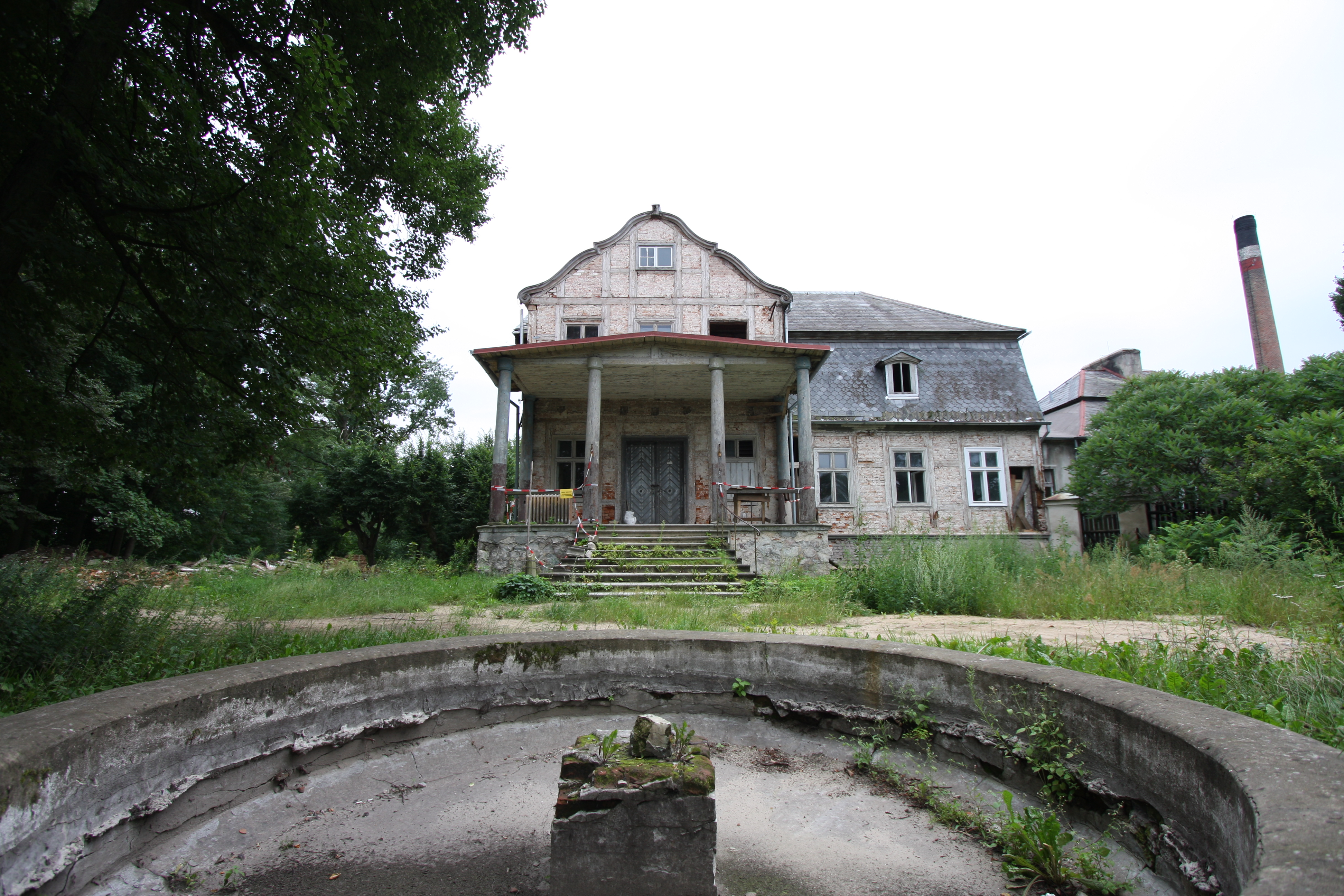
Dwór, mur., 2 poł. XVIII od frontu
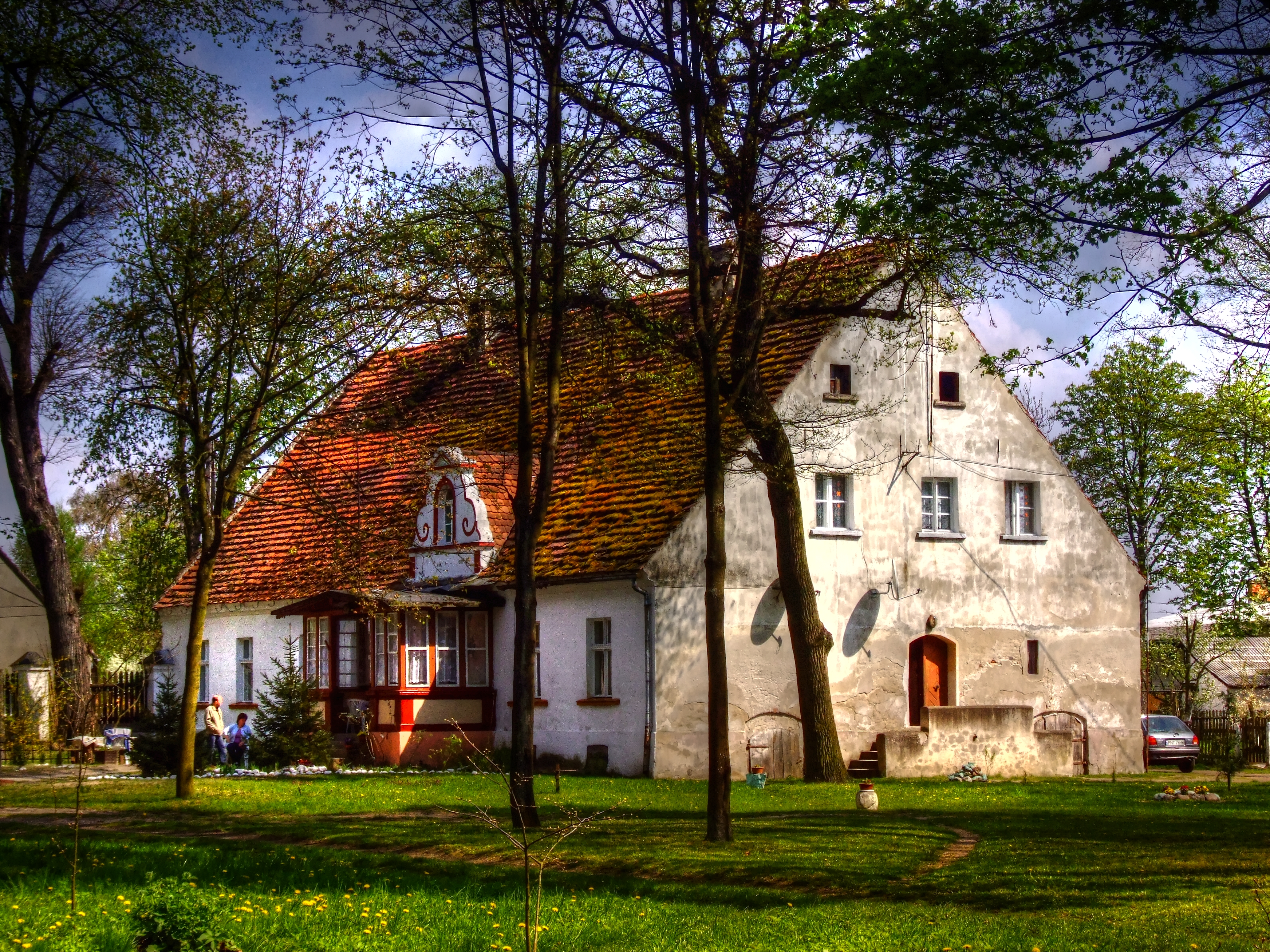
Oficyna dworska
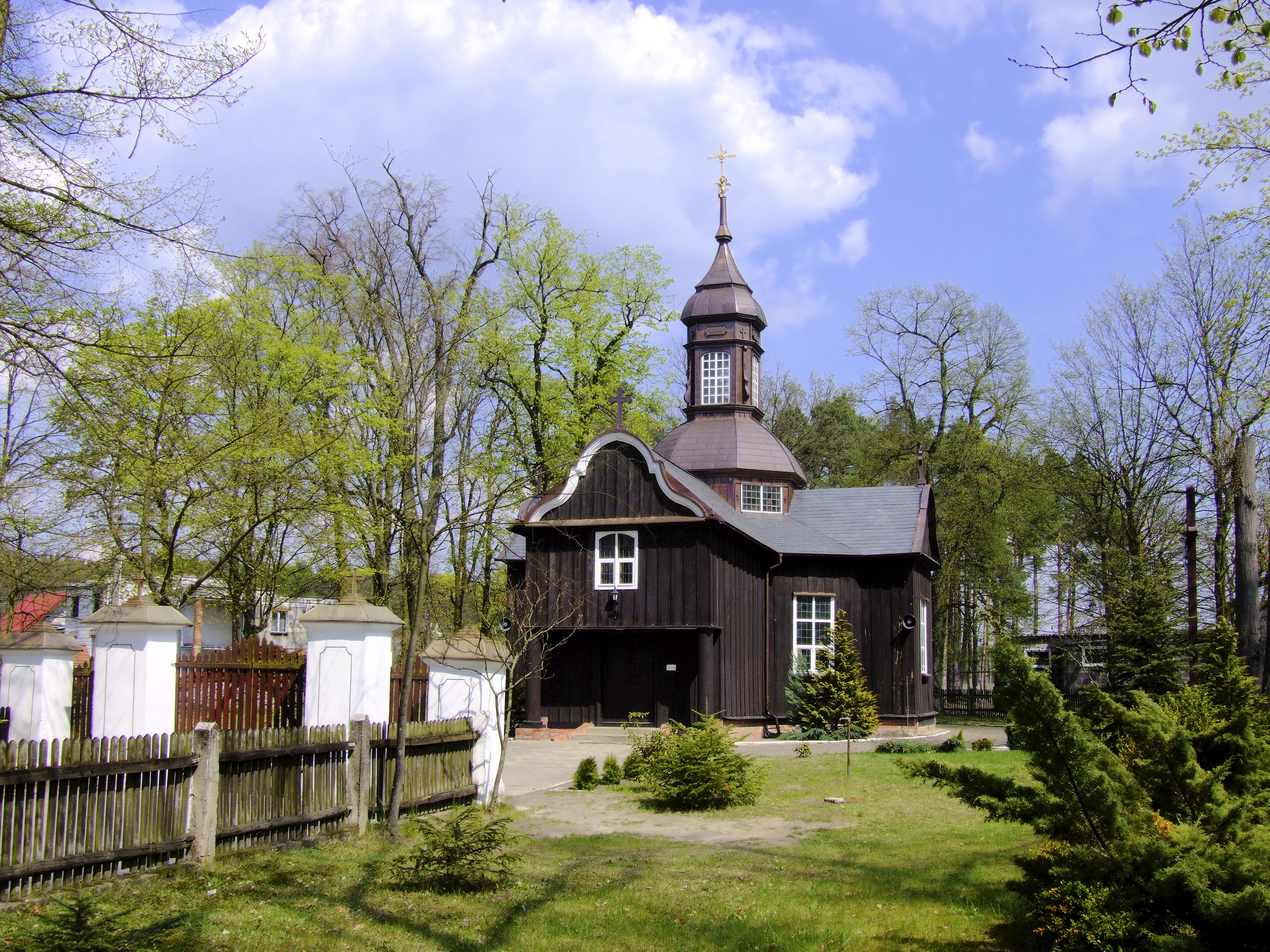
Kościół św. Wawrzyńca
- Zespół dworski z poł. XVIII (wideo)